# Michael William Warfel
Michael William Warfel (Elkhart, 16 settembre 1948) è un vescovo cattolico statunitense, dal 22 agosto 2023 vescovo emerito di Great Falls-Billings.

## Biografia
Michael William Warfel è nato a Elkhart, Indiana, il 16 settembre 1948.

### Formazione e ministero sacerdotale
Ha frequentato le scuole elementari e secondarie a Elkhart e poi ha studiato per un anno all'Università dell'Indiana. Arruolatosi nell'Esercito degli Stati Uniti, ha prestato servizio in Vietnam e Corea. Nel 1972 è entrato nel seminario maggiore dell'arcidiocesi di Cincinnati. Ha conseguito il Bachelor of Arts in filosofia presso il St. Gregory's College Seminary di Cincinnati, il Master of Divinity presso il Mount St. Mary's Seminary of the West e il Master of Theology presso il Saint Michael's College di Colchester. Nel 1991 ha ottenuto il Master's degree in Sacra Scrittura presso il St. Michael's College di Winooski.
Il 26 aprile 1980 è stato ordinato presbitero per l'arcidiocesi di Anchorage nella concattedrale di San Matteo a South Bend da monsignor Francis Thomas Hurley. In seguito è stato vicario parrocchiale della parrocchia di San Benedetto ad Anchorage dal 1980 al 1985; parroco della parrocchia del Sacro Cuore a Wasilla dal 1985 al 1989, parroco della parrocchia di Santa Maria a Kodiak dal 1989 al 1995 e parroco della parrocchia di Nostra Signora di Guadalupe ad Anchorage e responsabile dell'apostolato ispanico nell'arcidiocesi dal settembre del 1995.

### Ministero episcopale
Il 19 novembre 1996 papa Giovanni Paolo II lo ha nominato vescovo di Juneau. Ha ricevuto l'ordinazione episcopale il 17 dicembre successivo dall'arcivescovo metropolita di Anchorage Francis Thomas Hurley, co-consacranti il vescovo di Fairbanks Michael Joseph Kaniecki e quello di Spokane William Stephen Skylstad.
Dal 23 ottobre 2001 al 22 agosto 2002 è stato anche amministratore apostolico di Fairbanks.
Il 20 novembre 2007 papa Benedetto XVI lo ha nominato vescovo di Great Falls-Billings. Ha preso possesso della diocesi il 16 gennaio successivo.
Nell'aprile del 2012 e nel febbraio del 2020 ha compiuto la visita ad limina.
Il 22 agosto 2023 papa Francesco ha accolto la sua rinuncia al governo pastorale della diocesi di Great Falls-Billings; gli è succeduto il vescovo coadiutore Jeffrey Michael Fleming.
In seno alla Conferenza dei vescovi cattolici degli Stati Uniti è stato presidente del sottocomitato per le missioni cattoliche interne e membro del comitato amministrativo.

## Genealogia episcopale e successione apostolica
La genealogia episcopale è:
- Cardinale Scipione Rebiba
- Cardinale Giulio Antonio Santori
- Cardinale Girolamo Bernerio, O.P.
- Arcivescovo Galeazzo Sanvitale
- Cardinale Ludovico Ludovisi
- Cardinale Luigi Caetani
- Cardinale Ulderico Carpegna
- Cardinale Paluzzo Paluzzi Altieri degli Albertoni
- Papa Benedetto XIII
- Papa Benedetto XIV
- Papa Clemente XIII
- Cardinale Bernardino Giraud
- Cardinale Alessandro Mattei
- Cardinale Pietro Francesco Galleffi
- Cardinale Giacomo Filippo Fransoni
- Cardinale Carlo Sacconi
- Cardinale Edward Henry Howard
- Cardinale Mariano Rampolla del Tindaro
- Cardinale Rafael Merry del Val
- Cardinale Giovanni Vincenzo Bonzano
- Arcivescovo Edward Joseph Hanna
- Arcivescovo John Joseph Cantwell
- Arcivescovo Joseph Thomas McGucken
- Vescovo Mark Joseph Hurley
- Arcivescovo Francis Thomas Hurley
- Vescovo Michael William Warfel

La successione apostolica è:
- Vescovo Jeffrey Michael Fleming (2022)

## Araldica
| Stemma | Titolare                                               | Descrizione |
|        | Michael William Warfel Vescovo di Great Falls–Billings | Partito: al primo palato d'azzurro e d'argento di quattro pezzi, alle tre croci gigliate dell'uno nell'altro, allo scudetto attraversante sul tutto d'oro, calzato d'azzurro, al capo saldato d'oro al trifoglio di verde, il tutto al capo d'argento, all'ombra di sole di rosso, movente dalla punta; al secondo, interzato in fascia: al I d'oro, alla rosa di rosso, bottonata e punteggiata di verde; al II di verde, alla bussola d'oro, con la lancetta verso settentrione e le iniziali dei punti cardinali di nero; al III di rosso, al monte di tre vette d'argento. Ornamenti esteriori da vescovo. Motto "Always to walk in Christ". |